# وادي الخوض
وادي الخوض  يقع وادي الخوض في ولاية السيب، بمحافظة مسقط يعد وادي الخوض من أجمل الأماكن السياحية في سلطنة عمان التي يرتادها السياح للتنزه والاستمتاع بالأشجار وبرك وعيون مياه الوادي .والزائرون لوادي الخوض دائما يأتون إلى ساحة الوادي الذي يتكون من برك مائية وعيون جارية ومياه غيليه متبقية من أثار الأمطار الموسمية.

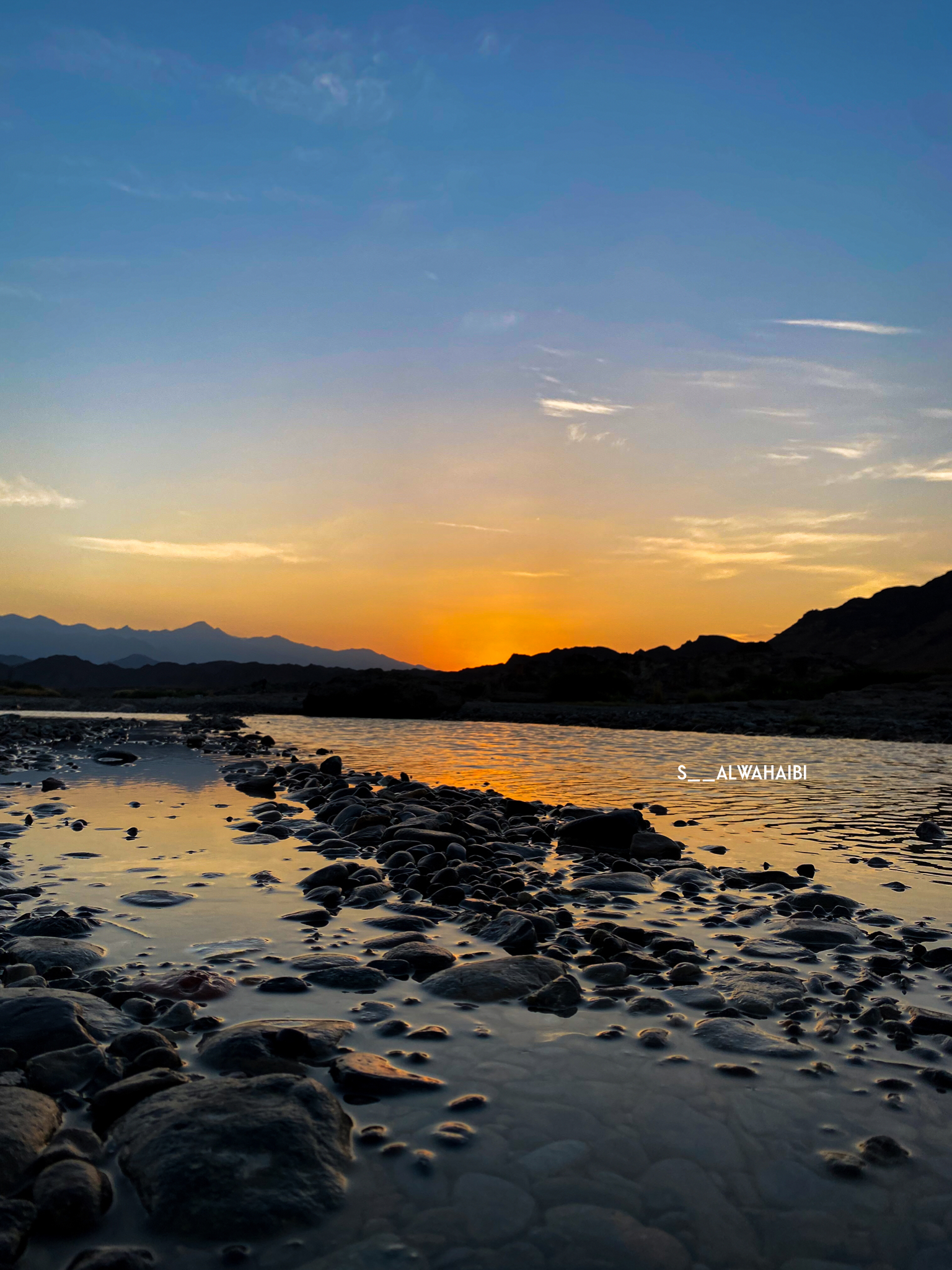
منظر في وادي الخوض

## تطوير وادي الخوض
يجري العمل حاليا على إنشاء محمية للنباتات البرية وتعد من أكبر المحميات في الشرق الأوسط وهذه المحمية جاء إنشاؤها بناءا على التعليمات للسلطان السابق السلطان قابوس بن سعيد ويقوم بالإشراف على هذا المشروع ديوان البلاط السلطاني.

## سكان وادي الخوض
يسكن الوادي حوالي 3000 نسمة ويوجد به معالم تاريخية واثرية مثل (بيت العود) الذي مضى عليه أكثر من 200 سنه، وقلعة الخوض التي مضى على بناؤها أكثر من 300 سنه، ويوجد أكثر من 5000 نخلة.